# 듀크 두몽트
듀크 두몽트(Duke Dumont, 1982년 8월 27일 ~ )는 잉글랜드의 디제이이다.

## 같이 보기
- 음악가 목록